# Lycaena saetosus
Lycaena saetosus är en fjärilsart som beskrevs av Pfeiffer 1932. Lycaena saetosus ingår i släktet Lycaena och familjen juvelvingar. Inga underarter finns listade i Catalogue of Life.